# Angelus Waldstein
Angelus Waldstein-Wartenberg OSB, Geburtsname Karl Albrecht Graf von Waldstein-Wartenberg (* 13. Januar 1931 in Hirschberg am See, Okres Česká Lípa, Tschechoslowakei; † 27. Dezember 2023 in Tutzing) war ein deutscher Ordenspriester, Prior, Internats- und Schuldirektor der Benediktinerabtei Ettal sowie ehemaliger Hausoberer des Klosters Wechselburg.

## Leben

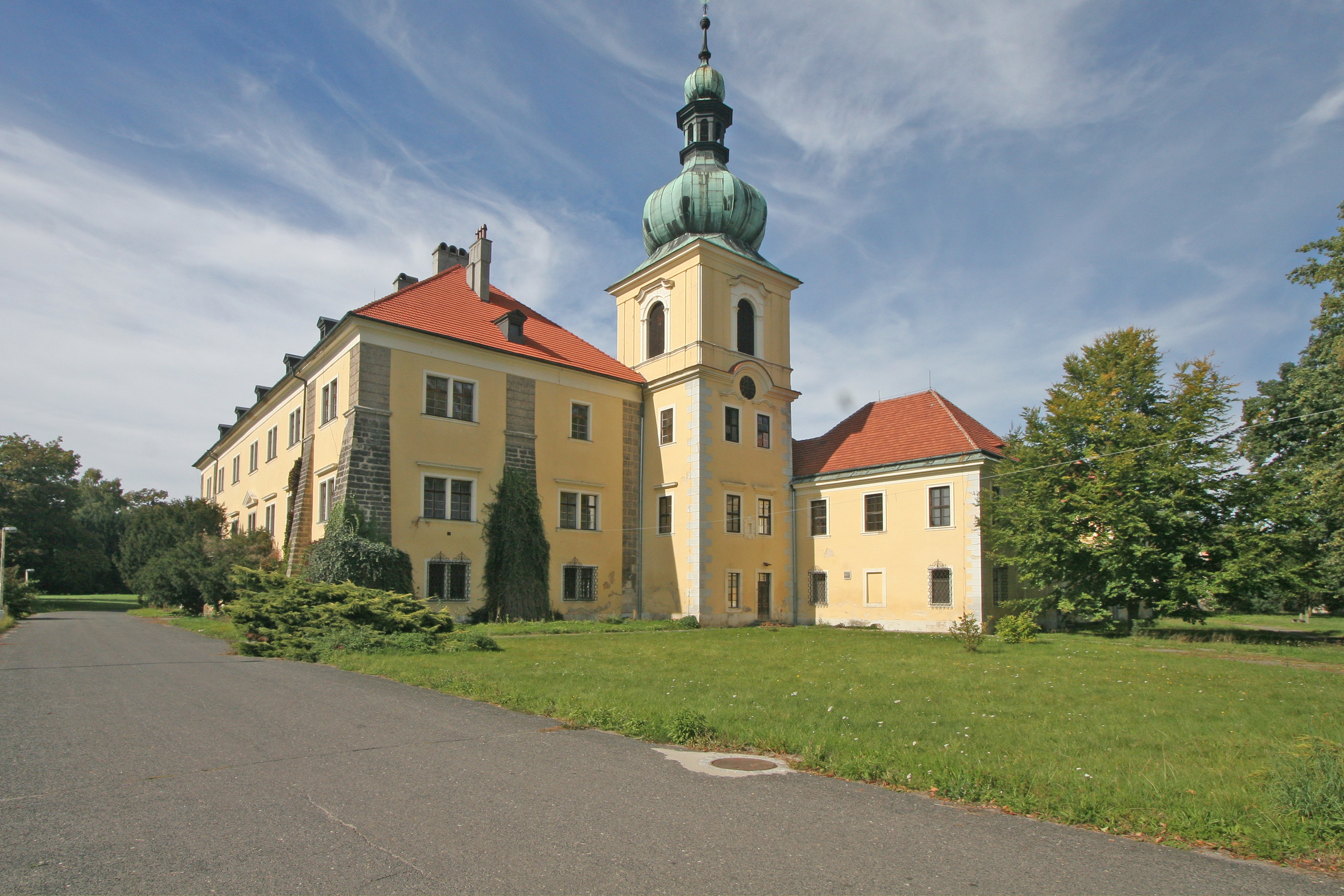
Schloss Hirschberg

Karl Albrecht von Waldstein-Wartenberg wurde auf Schloss Hirschberg (tschechisch Zámek Doksy) geboren. Er war das jüngste von sechs Geschwistern aus der Ehe von Karl Ernst Graf von Waldstein-Wartenberg und Marie Kinsky von Wchinitz und Tettau, der Tochter von Ferdinand Bonaventura Kinsky von Wchinitz und Tettau.
Nach den ersten Jahren, die er im Schloss der Familie in Hirschberg in Nordböhmen verbrachte, zog die Familie im Frühling 1945 aufgrund des Fortschreitens der Armeen und der Befreiung der Tschechoslowakei nach Pilsen, dann nach Bischofteinitz (Horšovský Týn) und schließlich nach Bayern. Von 1945 bis zu seinem Abitur 1950 ging er zusammen mit seinem Cousin Ferdinand Kinský auf das Gymnasium des Klosters Ettal; er war auch Zögling des Internates. 1951 trat er ins dortige Kloster ein, wo er in Nachfolge des kurz zuvor verstorbenen Abtes Angelus Kupfer den Ordensnamen Angelus erhielt, legte 1952 die Profess ab und studierte anschließend Katholische Theologie und Altphilologie in Wien, in Rom und in München. 1956 empfing er das Sakrament der Priesterweihe.
Zunächst Lehrer und Erzieher in Ettal, wurde er 1973 von Abt Edelbert Hörhammer zum Prior ernannt. Dieses Amt übte er zwölf Jahre aus. Von 1981 bis 1984 war er Internatsdirektor und von 1984 bis 1997 Schuldirektor. Von 2007 bis 2012 übte er das Amt des Hausoberen im Kloster Wechselburg aus.
Pater Angelus Waldstein engagierte sich in der Ackermann-Gemeinde und setzte sich bereits lange vor dem Fall des Eisernen Vorhangs für eine Versöhnung zwischen Deutschen und Tschechen ein. 2003 wurde ihm in Budweis der Kunstpreis zur deutsch-tschechischen Verständigung des Adalbert-Stifter-Vereins verliehen. Auch mit Anastáz Opasek, Erzabt des Klosters Břevnov, setzte er sich für die katholische Kirche in der Tschechoslowakei ein. 1989 war er Initiator einer Partnerschaft mit einem Gymnasium in Böhmisch Leipa (Česká Lípa). In seinem Unterricht inszenierte er in Ettal Theaterstücke nach Literaturwerken von Václav Havel und anderen tschechischen Autoren. 1995 wurde er von Staatspräsident Václav Havel mit der Verdienstmedaille Tschechiens geehrt.
Angelus Waldstein verfasste einige kulturhistorische Essays und Schriften.

## Schriften
- 700 Jahre Hirschberg am See. Blaschke, Waldkraiburg/Obb. 1964.
- Benedikt. Tex-verlag, Luzern u. München 1973.
- Klosterkirche U. L. Frau von Ettal in Oberbayern. Verlag Bilder u. Druck Metz, Tübingen 1980.
- Einleitung zu: Jaroslav Polc u. a.: Agnes von Böhmen 1211–1282. Königstochter – Äbtissin – Heilige. Lebensbilder zur Geschichte der böhmischen Länder 6, Oldenbourg, München 1989.
- mit Václav Havel: Gewissen und Politik, Mnichov : Institutum Bohemicum 1990, ISBN 3-924020-15-9